# Carlo Dapporto
Pour les articles homonymes, voir Dapporto.
Carlo Dapporto  (né le 26 juin 1911 à Sanremo et mort le 1er octobre 1989 à Rome) est un acteur italien. Il est apparu dans 35 films entre 1944 et 1987.

## Biographie
Son fils Massimo Dapporto est aussi acteur.

## Filmographie partielle
| Année | Film                                       | Role                                 | Notes      |
| ----- | ------------------------------------------ | ------------------------------------ | ---------- |
| 1944  | In cerca di felicità                       | Cesarino                             |            |
| 1945  | Processo delle zitelle                     |                                      |            |
| 1945  | Scadenza 30 giorni                         |                                      |            |
| 1945  | La signora è servita                       |                                      |            |
| 1948  | Undici uomini e un pallone                 |                                      |            |
| 1950  | I'm in the Revue                           |                                      |            |
| 1950  | Il vedovo allegro                          | Bebè                                 |            |
| 1952  | Viva il cinema!                            | Ferdinando D'Alba                    |            |
| 1952  | Canzoni di mezzo secolo                    |                                      |            |
| 1952  | Mademoiselle la Présidente                 | Cipriano Gaudet, le garde des sceaux |            |
| 1953  | Viva la rivista!                           |                                      |            |
| 1953  | Finalmente libero!                         | Enrico Rossi                         |            |
| 1953  | Ci troviamo in galleria                    | Ignazio Panizza detto Gardenio       |            |
| 1954  | Via Padova 46                              | Tancredi                             |            |
| 1954  | Ridere! Ridere! Ridere!                    |                                      |            |
| 1954  | Giove in doppiopetto                       |                                      |            |
| 1954  | Baracca e burattini                        |                                      |            |
| 1954  | Angels of Darkness                         | Vittorio                             |            |
| 1954  | The Country of the Campanelli              | Tenente La Gaffe                     |            |
| 1954  | Accadde al commissariato                   | Antonio Badimenti                    |            |
| 1955  | La moglie è uguale per tutti               | Porfirio della Noce                  |            |
| 1957  | Primo applauso                             |                                      |            |
| 1957  | A sud niente di nuovo                      |                                      |            |
| 1958  | Fortunella                                 | Un acteur                            |            |
| 1961  | Scandali al mare                           | Barone De Camillis                   |            |
| 1961  | L'adorabile Giulio                         |                                      | (TV)       |
| 1961  | Le magnifiche sette                        | Il barone Orso della Portella        |            |
| 1963  | Follie d'estate                            |                                      |            |
| 1964  | I ragazzi dell'hully-gully                 |                                      |            |
| 1964  | Biblioteca di Studio Uno: La primula rossa | Un nobiluomo                         | (TV)       |
| 1969  | Lisa dagli occhi blu                       | Agostino - le jardinier              |            |
| 1970  | Quelli belli... siamo noi                  | Luigi 'Gino' Castrosalvo             |            |
| 1970  | Nel giorno del signore                     |                                      |            |
| 1973  | Polvere di stelle                          |                                      |            |
| 1987  | Blue Tango                                 | Maestro Zaniboni                     |            |
| 1987  | The Family                                 | Giulio                               |            |
| 1988  | Una donna tutta sbagliata                  |                                      | mini-série |

## Source de traduction
- (en) Cet article est partiellement ou en totalité issu de l’article de Wikipédia en anglais intitulé « Carlo Dapporto » (voir la liste des auteurs).